# Barbara Napieralska
Barbara Urszula Napieralska (ur. 8 kwietnia 1955 w Grodzisku Wielkopolskim) – polska działaczka związkowa.

## Życiorys
Absolwentka Technikum Energetycznego w Poznaniu. W działalność Niezależnego Samorządnego Związku Zawodowego „Solidarność” zaangażowała się w 1980 w Wielkopolskich Zakładach Teleelektronicznych „Telkom-Teletra” im. Karola Świerczewskiego, gdzie pracowała jako kontroler jakości, była członkiem Tymczasowej Komisji Zakładowej i redagowała podziemne pismo zakładowe Rezonans. W dniu wprowadzenia stanu wojennego w Polsce przystąpiła do pomocy represjonowanym na Uniwersytecie im. Adama Mickiewicza w Poznaniu, gdzie koordynowała akcję zbierania informacji o zatrzymaniach i internowaniach. Kolejnego dnia sama została internowana. Przebywała w areszcie w Poznaniu oraz ośrodku w Gołdapi, gdzie podjęła głodówkę w geście protestu przeciwko nieudzieleniu internowanej ze Szczecina przepustki na pogrzeb syna. Od lipca 1982 do marca 1984 kontynuowała działalność związkową, po czym ponownie została zatrzymana, między innymi pod zarzutem kolportażu podziemnych wydawnictw. Postępowanie dotyczące jej osoby umorzono 21 lipca 1984 na mocy amnestii, jednak po wyjściu z aresztu zwolniono ją z pracy w poznańskich zakładach Teletra, a w 1988 Kolegium ds. Wykroczeń ukarało ją za uczestnictwo w niezależnych manifestacjach. 
W latach 1990–2018 pracowała w Zarządzie Regionu NSZZ „Solidarność” Wielkopolska, a w okresie 2010–2014 była członkiem rady programowej Tygodnika Solidarność. 
Jest wiceprezesem poznańskiego oddziału Towarzystwa Miłośników Wilna i Ziemi Wileńskiej.

## Odznaczenia i wyróżnienia
- W 2009 postanowieniem prezydenta Lecha Kaczyńskiego  za wybitne zasługi w działalności na rzecz przemian demokratycznych, za osiągnięcia w podejmowanej z pożytkiem dla kraju pracy zawodowej i społecznej otrzymała Krzyż Oficerski Orderu Odrodzenia Polski[3].
- W 2016 postanowieniem prezydenta Andrzeja Dudy otrzymała Krzyż Wolności i Solidarności[4].
- W 2021 otrzymała od Rady Miasta Poznania odznaczenie „Zasłużony dla Miasta Poznania” w uznaniu „dla długoletniej pracy na rzecz przemian demokratycznych w Polsce, zaangażowania w ruch poznańskiej „Solidarności” i pielęgnowania tradycji naszych przodków”[5].